# Boroaia, Suceava
Boroaia este satul de reședință al comunei cu același nume din județul Suceava, Moldova, România.

## Istoric
Satul Boroaia (numit și Doroșcani) se află în sud-estul județului Suceava, la limita cu județul Neamț, într-o zonă de șes de pe valea râului Moldova. Teritoriul actual al localității se afla în stăpânirea mănăstirilor Râșca și Neamț, actualul sat fiind împărțit în două părți: Boroaia Neamțului și Boroaia Râștii.
Deoarece în catastiful sămilor tuturor mănăstirilor din țară din 1742 satul nu apare, el figurând de abia în cartografia rusească din 1774, se poate deduce că satul Boroaia a fost fondat în perioada 1742-1774 de către locuitori refugiați din Transilvania care au lucrat ca panțâri în slujba isprăvniciei. Transilvănenii s-au stabilit pe moșiile mănăstirești de aici cu învoiala stareților, probabil după răscoala grănicerilor din Năsăud din 1762. Ei au avut o căpetenie cu numele de Bour (sau Bora, după alte surse), după moartea căruia a rămas ca birnică soția sa, Bouroaia (femininul lui Bour). De la ea și-a luat numele satul Boroaia. Numărul refugiaților din Transilvania a crescut ca urmare a emigrărilor masive de după Răscoala lui Horia, Cloșca și Crișan (1784).

## Personalități
- Gheorghe Scripcaru (1927-2012), medic, profesor universitar de medicină legală la Facultatea de Medicină din Iași, fost rector al Institului de Medicină și Farmacie din Iași.
- Mircea A. Diaconu (n. 1963), critic literar, eseist, filolog, profesor universitar
- Ioan Amihăesei (1935 - 2014), deputat